# Raffaello Morghen (incisore)
Raffaello Morghen, noto anche come Raffaele Morghen (Portici, 19 giugno 1758 – Firenze, 8 aprile 1833), è stato un incisore italiano.

## Biografia

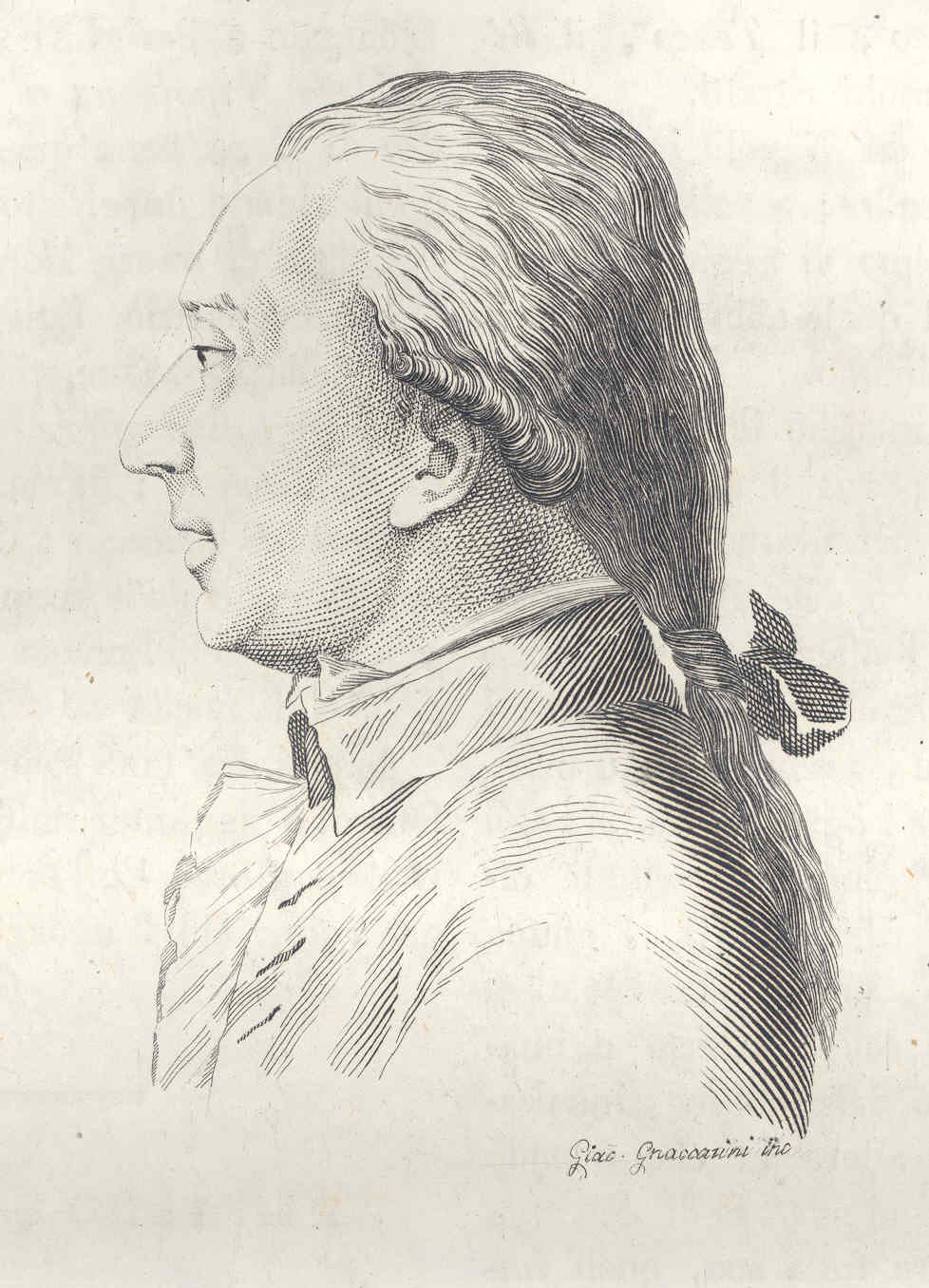
Ritratto di Raffaele Morghen, Giacomo Gnaccarini

Era figlio di Filippo Morghen, incisore fiorentino, trasferitosi a Napoli su invito del re Carlo di Borbone (futuro Carlo III).
Nel 1779 a Roma fu allievo di Giovanni Volpato, alla cui scuola si perfezionò; il suo mecenate fu l'ambasciatore veneto Girolamo Zulian, appassionato d'arte, che ospitò a Palazzo Venezia anche Antonio Canova.
Nel 1794 Morghen si trasferì a Firenze per insegnare le tecniche di incisione xilografica all'Accademia di Belle Arti, dove si formarono anche gli scultori Lorenzo Bartolini e Giovanni Duprè.
Riprodusse gli affreschi di Raffaello in Vaticano e la Cena di Leonardo da Vinci.
Alla sua morte fu sepolto nella Chiesa di San Martino a Montughi. Nella navata sinistra della Basilica di Santa Croce a Firenze si trova il monumento eseguito per il Morghen da Odoardo Fantacchiotti nel 1854, a spese degli allievi dell'incisore.

## Galleria d'immagini

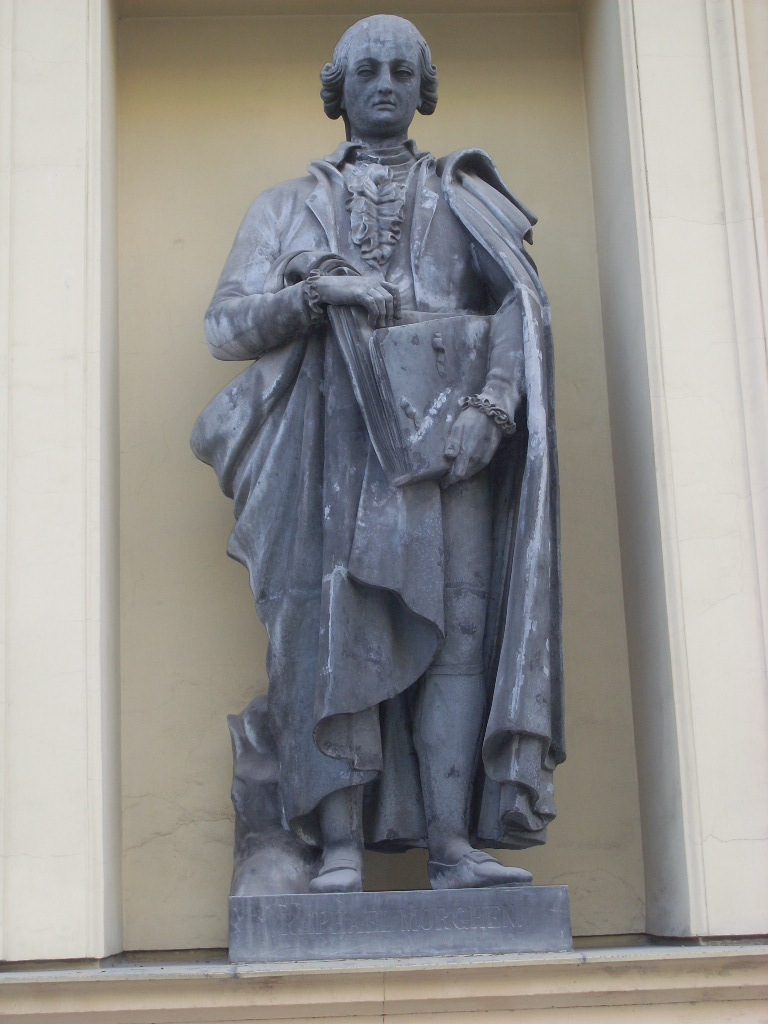
Statua di Raffaello Morghen sulla facciata del Nuovo Ermitage, San Pietroburgo.
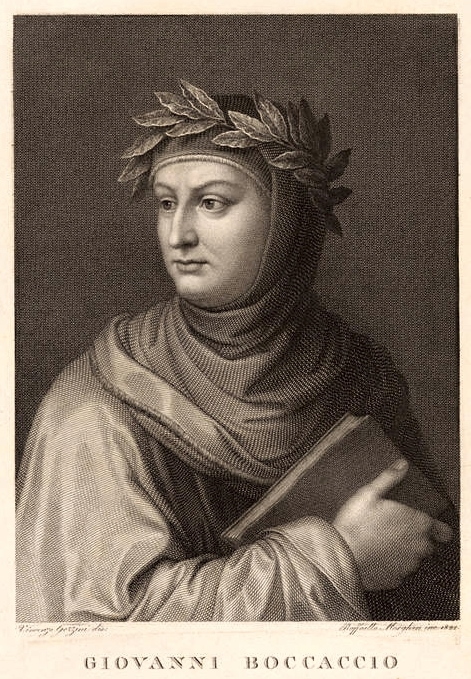
Incisione di Giovanni Boccaccio, Museo della Rhode Island School of Design, Providence
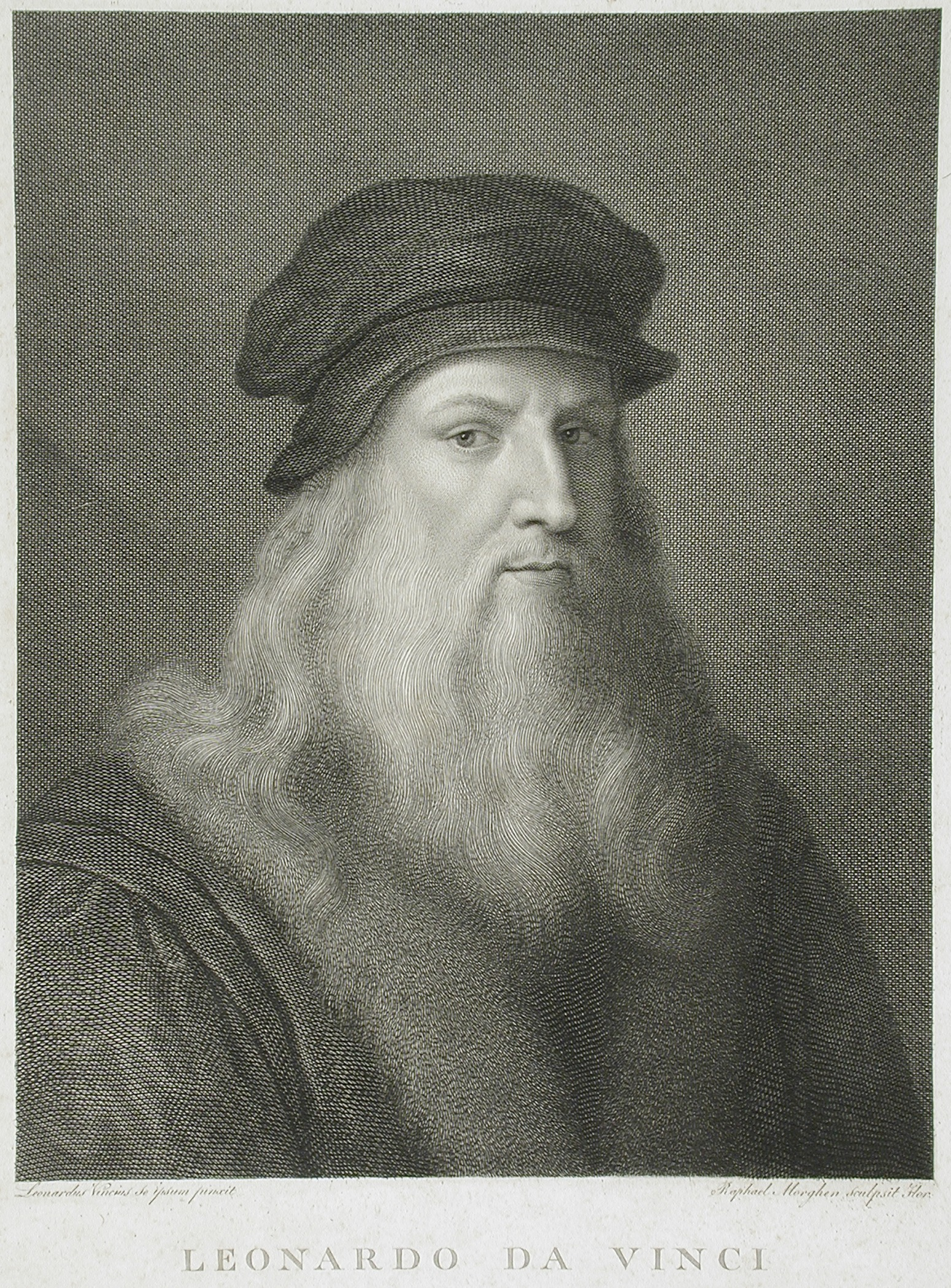
Incisione di Leonardo da Vinci, Los Angeles County Museum of Art, Los Angeles
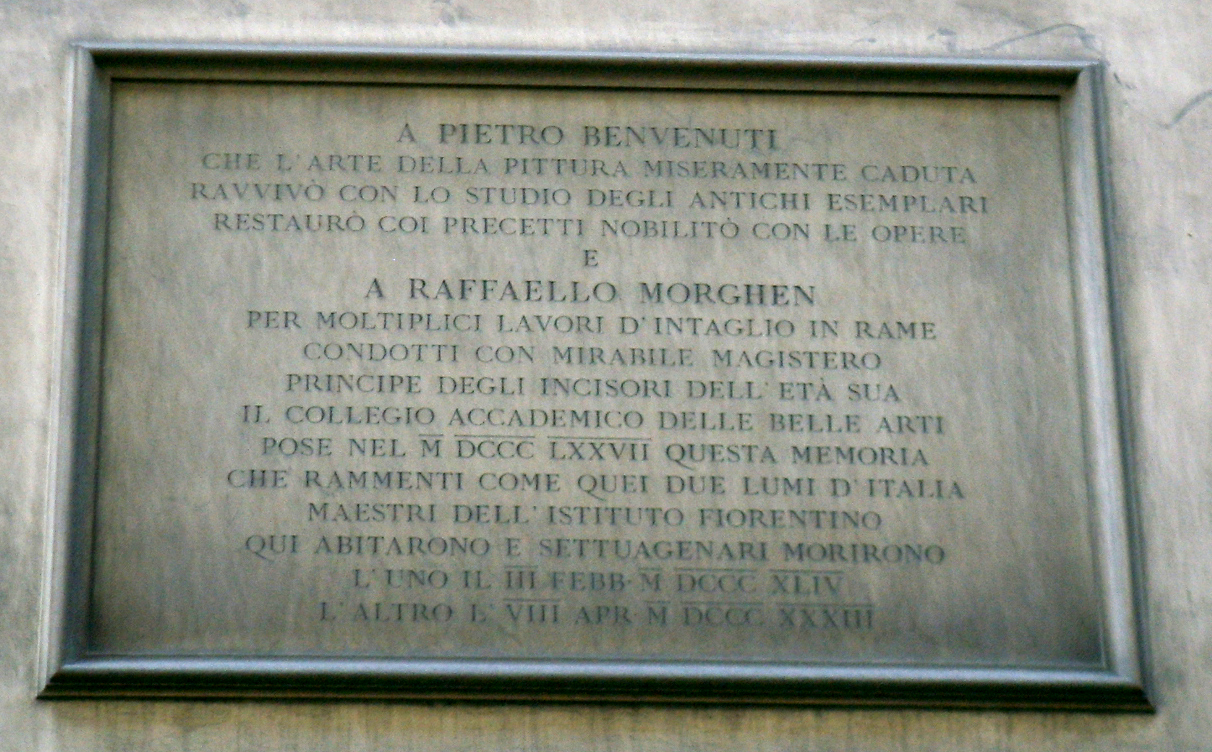
Targa su Raffaello Morghen in via Alfani a Firenze.